# Joan Bardés i Virosella
Joan Bardés i Virosella (Castelló d'Empúries, 21 de febrer del 1978) és un músic, compositor, professor i instrumentista de fiscorn, violí i trombó de vares.

## Biografia
S'inicià en l'estudi de la música de ben jove, i als dotze anys començà l'aprenentatge del fiscorn i el trombó de vares.
Rebé el magisteri d'Albert Teixidor en l'estudi del violí, de Pere Cortada i Josep Riumalló en fiscorn, de Joan Manuel Margalef en trombó de vares, i de Jaume Cristau en harmonia i composició. Amplià els seus estudis d'harmonia, contrapunt i fuga al conservatori de música Isaac Albeniz de Girona. Ha actuat en diverses formacions, com Els Rossinyolets de Castelló d'Empúries (que contribuí a refundar en la seva etapa moderna), la jove orquestra del Casino Menestral de Figueres i la cobla Orquestra Amoga (en va ser primer fiscorn fins al 2004), i des del 2004 toca en l'orquestra Maravella (trombó, fiscorn i violí) i en la Jabbing Bing Band. Va dirigir la Coral Castellonina (2002-2004).

## Obres

### Sardanes
- El convent de Santa Clara finalista als premis Francesc Basil (2001)
- Inglabaga, dedicada a la masia familiar de la seva muller (2003), finalista als Premis Francesc Basil 2003 i enregistrada per la cobla Contemporània en el disc compacte Contemporanis 4 (Barcelona: Picap, 2005 ref. PICAP 91.0431-02)
- Lladurs finalista al Concurs de Joves Compositors de Blanes (2002)[4]
- Mel, primer premi del Concurs de Joves Compositors de Blanes (2000), enregistrada per la banda i la cobla del Col·legi Santa Maria de Blanes en el disc compacte Concurs de Sardanes per a Joves Compositors: Blanes 1998-2002 (Sabadell: Gradual Music, 2003)[5]
- Mestre de Mestres, segon premi del Concurs de Joves Compositors de Blanes (2001), dedicada a Pere Cortada. Enregistrada per la Cobla Contemporània en el disc compacte L'Audició 5 (Barcelona: PICAP, 2008)[4]
- Mireia, segon premi del Concurs de Joves Compositors de Blanes (2003)[4]
- Us recordaré sempre (2000), dedicada a la Cobla Rossinyolets, i enregistrada per aquests en el disc compacte Sardanes a Castelló d'Empúries (Barcelona: Àudio-visuals de Sarrià, 2001 ref. AVS 5.1748)[6]